# Twierdzenie Eltona-Odella
Twierdzenie Eltona-Odella – twierdzenie udowodnione w 1981 roku przez Johna Eltona i Edwarda Odella, które mówi, że dla każdej nieskończenie wymiarowej przestrzeni unormowanej istnieje taka liczba {\displaystyle \varepsilon >0} oraz ciąg {\displaystyle (x_{n})} elementów tej przestrzeni o normie 1, że dla różnych liczb naturalnych {\displaystyle n,m} spełniony jest warunek
{\displaystyle \|x_{n}-x_{m}\|>1+\varepsilon .}
Wynik ten był twierdzącą odpowiedzią na pytanie postawione przez Kottmana (sam Kottman udowodnił to twierdzenie w przypadku {\displaystyle \varepsilon =0}).

## Wzmocnienie twierdzenia Eltona-Odella w klasie przestrzeni nierefleksywnych
Kryczka i Prus wzmocnili tezę twierdzenia Eltona-Odella gdy {\displaystyle X} jest przestrzenią nierefleksywną. Pokazali oni, że istnieje wówczas ciąg {\displaystyle (x_{n})} elementów tej przestrzeni o normie 1, że dla różnych liczb naturalnych {\displaystyle n,m} spełniony jest warunek
{\displaystyle \|x_{n}-x_{m}\|\geqslant {\sqrt[{5}]{4}}.}